# 吴葆之
吴葆之，是一位台湾企业家。

## 生平
加州大学伯克利分校数学和音乐双学位，普林斯顿大学分子生物学博士学位。他是风险投资家，香港科技大学兼职教授，先后于其他人共同创立了中国风投管理、金门发展投资、Allegro Capital及Alameda Capital等企業。 
吴葆之为吴大猷堂弟吴大立的小儿子，因吴大猷夫人阮冠世体弱多病，不能生育，故收其為養子。1950年，吴葆之于两岁时由吴大立之妻送至加拿大。